# Комуністична партія Індії (марксистська)
Комуністична партія Індії (марксистська) (КПІ(М); англ. Communist Party of India (Marxist); хінді: Bharat ki Kamyunist Party (Marksvadi)), політична партія Індії, заснована в 1964 в результаті розколу Комуністичної партії Індії (КПІ).
Причиною розколу стали доктринальні протиріччя між лівим і правим крилами КПІ. Криза поглибилася в кінці 1950-х при активному втручанні китайських комуністів (Комуністична партія Китаю піддала критиці КПІ на московській нараді компартій в 1957 за участь в демократичній політичній системі Індії). Китайсько-індійська війна 1962 прискорила розвиток кризи: в КПІ утворилися «націоналістична» («прорадянська») і «інтернаціоналістична» («прокитайська») фракції. Перша зайняла сторону індійського уряду, друга підтримала Китай, як соціалістична держава, яка вступила в конфлікт з капіталістичною (Індією). Прокитайська фракція звинуватила своїх опонентів у ревізіонізму ідей марксизму і створила власну партію — Комуністичну партію Індії (марксистську).
В різні часи від КПІ(М) відкололися Комуністична партія Індії (марксистсько-ленінська), Марксистська комуністична партія Індії, Комуністична марксистська партія, Партія демократичного соціалізму (в Західної Бенгалії) та ін.
На сьогоднішній день КПІ(М) зареєстровано як загальнонаціональна партія. З 42 мандатами в нижній палаті індійського парламенту вона займає третє місце після ІНК і БДжП; ліві партії мають разом 63 мандата, їх підтримка має вирішальне значення для стабільності індійського уряду Об'єднаного прогресивного альянсу. КПІ (М) має сильні позиції в штатах Західна Бенгалія, Керала і Трипура, де в коаліції з іншими лівими партіями нею сформовані уряди штатів. Певних успіхів партія досягла в штатах Андхра-Прадеш, Біхар, Джаркханд і Тамілнад.